# Stetoskop
Stetoskóp (iz grščine stethos = prsi + skopein = pregledati) tudi fonendoskop je naprava iz dveh ušesnih nastavkov, ki sta s cevkami povezana z lijakastim ali membranskim nastavkom za osluškovanje oziroma avskultacijo (prisluškovanje zvokom v telesu z namenom, da se ugotovi stanje pljuč, srca ...).
Poleg tega velja stetoskop tudi za enega od simbolov zdravniškega poklica; zdravniki namreč  tako v realnosti kot v upodobitvah pogosto nosijo stetoskop okrog svojega vratu. Raziskava v letu 2012 je pokazala, da ima stetoskop pomembno vlogo pri doseganju zaupanja pri bolniku.

## Zgodovina
Stetoskop je leta 1816 izumil in ga kasneje tako poimenoval francoski zdravnik René Théophile Hyacinthe Laënnec. Do zamisli za napravo za osluškovanje naj bi prišel med pregledom mlajše bolnice z znaki srčne bolezni. Dotlej so zdravniki opravljali osluškovanje na način, da so svoje uho prislonili neposredno ob prsi bolnika. Zaradi bolničine mladosti in njenega spola je imel Laënnec pomisleke glede takega pregleda ter se ob tem spomnil na poznan akustični fenomen, da ob prislonitvi ušesa na eno stran drevesnega hloda ojača zvok, ki nastane z potrkanjem na nasprotni strani hloda. Laënnecov stetoskop je bil pravzaprav lesena cev, ki je omogočala poslušanje z enim ušesom. Naslednji pomembni korak se je zgodil leta 1851, ko je irski zdravnik Arthur Leared izumil stetoskop z nastavkoma za obe ušesi, leta 1852 pa ga je George Cammann še izboljšal ter napisal tudi razpravo o uporabi stetoskopa pri diagnostiki.